# Пабло Кавальєро
Пабло Кавальєро (ісп. Pablo Cavallero, нар. 13 квітня 1974, Ломас-де-Самора) — колишній аргентинський футболіст, воротар.
Насамперед відомий виступами за «Сельту», а також національну збірну Аргентини.

## Клубна кар'єра
У дорослому футболі дебютував 1995 року виступами за «Велес Сарсфілд», в якому провів три сезони, взявши участь лише у 15 матчах чемпіонату. Не витримавши конкуренції, був відправлений в оренду до клубу «Уніон» з Санта-Фе, у якому став основним першим номером команди, зігравши у 34 матчах чемпіонату.
З 1999 по 2000 рік грав у складі «Еспаньйола», де також розглядався як гравець основної команди.
Своєю грою привернув увагу представників тренерського штабу клубу «Сельта Віго», до складу якого приєднався 2000 року. Відіграв за клуб з Віго наступні чотири з половиною сезони своєї ігрової кар'єри. Більшість часу, проведеного у складі «Сельти», був основним голкіпером команди.
Протягом 2005—2007 років захищав кольори команди клубу «Леванте», проте сезон 2004–05 для Пабло був дуже невдалим: він програв місце на полі Хуану Луїсу Морі, не зігравши у чемпіонаті жодного матчу, а «Леванте» зайняло 18 місце і покинуло елітний дивізіон. Наступного сезону Мора покинув клуб і Кавальєро став першим номером команди, допомігши клубу зайняти 3 місце в Сегунді повернутись в Ла Лігу.
Завершив професійну ігрову кар'єру у клубі «Пеньяроль», за який виступав протягом 2008—2009 років.

## Виступи за збірну
У складі збірної Аргентини U-23 виступав на літніх Олімпійських іграх 1996 року у Атланті (штат Джорджія, США), де став срібним призером.
1996 року дебютував в офіційних матчах у складі національної збірної Аргентини. 
У складі збірної був учасником чемпіонату світу 1998 року у Франції, чемпіонату світу 2002 року в Японії і Південній Кореї та розіграшу Кубка Америки 2004 року у Перу, де разом з командою здобув «срібло».
Всього протягом кар'єри у національній команді, яка тривала 7 років, провів у формі головної команди країни 26 матчів.

## Досягнення

### Клубні
- Срібний олімпійський призер: 1996
- «Велес Сарсфілд»:
  - Чемпіон Аргентини: 1996 (Клаусура), 1998 (Клаусура)
  - Володар Суперкубка Лібертадорес: 1996
  - Переможець Рекопи Південної Америки: 1997

- «Еспаньйол»:
  - Володар Кубка Іспанії: 1999–00

- «Сельта»:
  - Переможець Кубка Інтертото: 2000

- Срібний призер Кубка Америки: 2004

### Індивідуальні
- Трофей Рікардо Замори: 2002–03